# 갈대 (드라마)
《갈대》는 1974년 10월 28일부터 1975년 5월 31일까지 MBC에서 방영된 일일연속극이다.
이 드라마는 주인공인 강자영이 가야 할 길을 시청자들에게 물어 결정짓는 리서치 드라마를 국내에서 처음으로 시도되었다.
한편, 이 드라마는 당시 인기리에 방영돼 연장될 계획이었지만 과잉 경쟁으로 인해 부도덕한 퇴폐적인 흥미 위주의 내용으로 교양이나 사회 교화 등 건실한 내용과는 거리가 멀다는 이유로 한국방송윤리위원회로부터 시정권고를 받음에 따라 계획과 달리 조기 종영하였다.

## 등장 인물
- 김혜자 : 강자영 역[3]
- 조경환 : 강자영의 동생 역
- 이대근 : 장임호 역 - 강자영의 전남편[3]
- 정혜선: 시어머니 역
- 고두심: 장임호의 불륜녀 정송희 역
- 전운
- 김영애
- 이성자
- 양정화
- 김자옥
- 송재호
- 이정길 : 하남규 역 - 교수, 강자영의 첫사랑[3]
- 김용건 : 김대훈 역 - 기업 실장[3]
- 박원숙
- 강남길
- 김미경